# Theory of a Deadman
A Theory of a Deadman (rövidítése: TOAD vagy Theory) kanadai post-grunge/hard rock/alternative rock/alternative metal/pop rock együttes, amely 1999-ben alakult a British Columbia állambeli North Deltában. Az együttest Tyler Connolly és Dean Back alapították.

## Tagok
- Tyler Connolly – ének, gitár, ritmusgitár (1999–)
- Dave Brenner – ritmusgitár, gitár, vokál (1999–)
- Dean Back – basszusgitár, vokál (1999–)
- Joey Dandeneau – dob, vokál (2009–)

### Korábbi tagok
- Tim Hart – dob, vokál (1999–2004)
- Brent Fitz – dob, vokál (2004–2007)
- Robin Diaz – dob, vokál  (2007–2008)

## Diszkográfia
- Theory of a Deadman (2002)
- Gasoline (2005)
- Scars & Souvenirs (2008)
- The Truth Is... (2011)
- Savages (2014)
- Wake Up Call (2017)
- Say Nothing (2020)